# 广州学校列表
此广州学校列表按广州市教育制度和级别划分。

## 高等教育
廣州市高等教育发达，共有70所高等教育院校。

### 大学

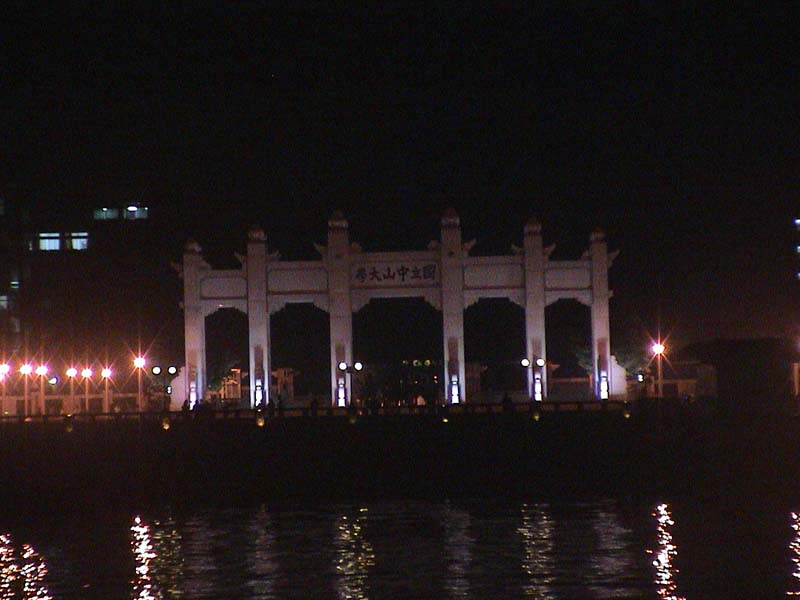
中山大学校门夜景

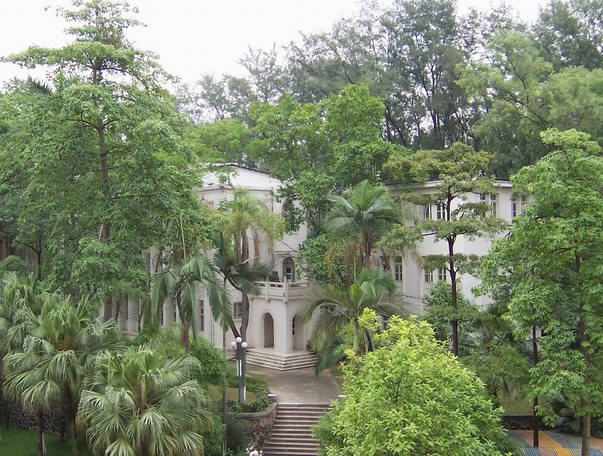
暨南大学办公楼

广州市是中国高校分布最密集的城市之一，共有31所本科院校。

列表如下：
- 华南师范大学
- 暨南大学
- 南方医科大学
- 广东金融学院
- 仲恺农业工程学院
- 广东警官学院
- 华南理工大学
- 华南农业大学
- 中山大学
- 广东工业大学
- 广东技术师范大学
- 广东财经大学
- 广东外语外贸大学
- 广东药学院
- 广州大学
- 广州美术学院
- 广州医科大学
- 广州中医药大学
- 星海音乐学院
- 广州体育学院
- 广东第二师范学院
- 广州航海学院
- 广州商学院
- 广东东软学院
- 广东培正学院
- 广东白云学院
- 广州华立学院
- 广州华商学院
- 广州应用科技学院
- 广州科技职业技术大学
- 香港科技大学（广州）
- 广东轻工职业技术大学

### 大专院校
广州市共有44所高等专科学校，开设包括医、农、工、商、文、艺等各个方面的专业，种类齐全。

列表如下：
- 广州番禺职业技术学院
- 广州珠江职业技术学院
- 广州松田职业学院
- 广东理工职业学院
- 广州城建职业学院
- 广东科学技术职业学院
- 广州体育职业技术学院
- 广州华南商贸职业学院
- 广州华商职业学院
- 广州华夏职业学院
- 广州东华职业学院
- 广东食品药品职业学院
- 广东青年职业学院
- 广东邮电职业技术学院
- 广东行政职业学院
- 广东科贸职业学院
- 广东省外语艺术职业学院
- 广东水利电力职业技术学院
- 广东环境保护工程职业学院
- 广东交通职业技术学院
- 广东体育职业技术学院
- 广东农工商职业技术学院
- 广东机电职业技术学院
- 广东文艺职业学院
- 广东工贸职业技术学院
- 广东建设职业技术学院
- 广东司法警官职业学院
- 广东工程职业技术学院
- 广东岭南职业技术学院
- 广东女子职业技术学院
- 广州铁路职业技术学院
- 广州科技贸易职业学院
- 广州现代信息工程职业技术学院
- 广州涉外经济职业技术学院
- 广州华立科技职业学院
- 广州城市职业学院
- 广州南洋理工职业学院
- 广州工程技术职业学院
- 广州民航职业技术学院
- 广州康大职业技术学院
- 广州工商职业技术学院
- 民办南华工商学院
- 私立华联学院

## 中等教育
广州市作为广东省的省会，中等教育水平较高。市内有多间中学由从前的书院演变而来，历史悠久。
全市有普通高中128所（2010）。

### 中学
广州市的中学数量较多。

现广州地区共有示范性高中28所（截至2010年），省、市一级普通高中104所。

### 职中
市内中等职业学校92所（含技工学校），职业技术培训机构411所（2010）。
市内有2所中国首批中等职业教育发展改革示范校建设项目学校，3所省示范性中等职业学校，22所国家级中等职业学校，6所省级中等职业学校，2所市级重点中等职业学校。

## 初等教育

### 学前教育
全市有幼儿园1532所（2010）。

## 特殊教育
特殊教育学校（含工读学校）18所（2010）。